# Hanemann
Hanemann – powieść napisana w 1995 roku przez Stefana Chwina – gdańskiego pisarza, eseistę, krytyka literackiego i historyka literatury.

## Tematyka powieści
Wielowątkowe dzieło przedstawia dzieje mieszkańców Wolnego Miasta Gdańska na tle lat trzydziestych XX wieku, dramatycznych wydarzeń z końca II wojny światowej oraz pierwszych lat po jej zakończeniu. Głównym bohaterem powieści jest Hanemann,  gdańszczanin niemieckiego pochodzenia, profesor anatomii w miejscowej Akademii Medycznej, którego splątane losy stanowią przyczynek dla opisu przemian społeczno-narodowościowych zachodzących w Gdańsku w przełomowym okresie jego dziejów przypadającym na upadek hitleryzmu i przejęcie władzy nad miastem przez polską administrację. Dla autora jest to okazja do ukazania dwóch oblicz Gdańska: dawnego – niemieckiego i nowego – nowopolskiego, ze wszystkimi ich zaletami i ułomnościami. Nie ma tu jednak mowy o dosłownych porównaniach. Stary świat ukazuje się czytelnikowi w drobiazgowych opisach dostatnich gdańskich domów pozostawionych przez uciekających w popłochu niemieckich właścicieli;  natomiast nowy świat – to obraz powojennego życia z typowymi zachowaniami i mentalnością nowych osiedleńców, głównie repatriantów ze wschodu, dla których Gdańsk w tym momencie jest jedynie  obcym miastem o korzeniach sięgających daleko poza granice ich poznania kulturowego. Swoją opowieść autor snuje z perspektywy narratora zaciekawionego losami tajemniczego Niemca, jednak nie poprzestaje na tym. Dociekając motywów jego postępowania, stawia szereg trudnych pytań o sens życia, o istotę miłości, o ułomność ludzkiej natury, o cenę śmierci i znaczenie tolerancji. Powieść wpisuje się w nurt tzn. literatury pogranicza poruszającej zawiłą tematykę relacji międzyludzkich zachodzących w społecznościach lub na terenach o strukturze wielonarodowej i wielokulturowej.

## Wydania polskie

### Pierwsze wydanie
Wydawnictwo Marabut, Gdańsk, 1995
W tekście wykorzystano:
- Fragmenty listów Heinricha Kleista i Adolfiny Henrietty Vogel oraz Zeznania Stimminga w przekładzie Wandy Markowskiej (źródło: H. von Kleist, Listy, Warszawa 1983),
- C. Oknińska, Ostatnie 13 dni życia Stanisława Ignacego Witkiewicza, „Kierunki” 1976, nr 13,
- J. Z. Brudnicki, Ostatnia droga Witkacego, „Przegląd Humanistyczny” 1977, nr 10
- J. Siedlecka, Witkacowa, w: Mahatma Witkac, Warszawa 1992.

Opracowanie graficzne: Tomasz Bogusławski.
Na okładce została umieszczona reprodukcja fragmentu obrazu Caspara Davida Friedricha pt. „Wschód księżyca nad morzem”
Książka została wydana dzięki dotacji Wydziału Kultury i Nauki Urzędu Wojewódzkiego w Gdańsku.

### Kolejne wydania
- Wydawnictwo: Słowo/obraz terytoria, Gdańsk, 1997[1], seria „Pasaże”, (ISBN 83-87316-55-5)
- Wydawnictwo: Warszawa: Świat Książki, 1998[2] (ISBN 83-7129-652-5)
- Wydawnictwo: „Tytuł”, Gdańsk, 2001 (ISBN 83-911617-5-7)
- Wydawnictwo: „Tytuł”, Gdańsk, 2008 (ISBN 978-83-89859-11-2)
- Wydawnictwo: „Tytuł”, Gdańsk, 2010 (ISBN 978-83-89859-11-2)
- Wydawnictwo: „Tytuł”, Gdańsk, 2011 (ISBN 83-911617-5-7)

## Przekłady na języki obce
- Niemiecki: “Tod in Danzig. Roman”, przekład: Renate Schmidgall. Berlin: Rowohlt Taschenbuch Verlag GmbH, 1997[3], 1999, 2006
- Szwedzki: „Hanemann”, przekład: Lisa Mendoza-Åsberg. Stockholm: Albert Bonniers Vorlag, 2001[4]
- Rosyjski : „Hanemann”, Moskwa: Meżdunarodnaja Literatura, 1997; „Haneman: roman”, przekład: Ksienia Staroselskaja. Moskwa: Izdatel'stvo AST, 2003[5]
- Angielski : “Death in Danzig”, przekład: Philip Boehm. Harvest Books. Orlando: Harcourt, 2004; London: Random House Secker&Warburg, 2005[6]; London: Vintage Books, 2006; Harvest Book Company LLC, Fort Washington, 2005; Lightning Source Inc, 2007
- Węgierski : „Hanemann”, przekład: Weber Kata, Pozsony: Kalligram, 2004[7]
- Czeski : “Hanemann”, przeład: Peter Vidlak, Brno: HOST, 2005[8]
- Hiszpański: „El doctor Hanemann”, przekład: Jerzy Sławomirski, Anna Rubió, Barcelona: Acantilado, 2005[9]
- Słowacki: “Hanemann”, przekład: Karol Chmel. Bratislava: Kalligram, 2005[7]
- Rumuński: “Doctor Hanemann”, przekład: Constantin Geambasu. București: Paralela 45, 2004[10], 2005[11]
- Ukraiński: „Hanemann”, przekład: Ihor Pizniuk, Kiev: Agrar Media Gruop, 2010

## Klucz miejsc
Książka została opatrzona „Kluczem miejsc” (pod redakcją Krystyny Chwin), który ułatwia czytelnikowi rozeznanie się w niemieckojęzycznym nazewnictwie miejsc i topografii Wolnego Miasta Gdańska związanych z treścią powieści.

## Nagroda
- 1995 – Paszport „Polityki”[12]

## Adaptacje teatralne
- Bałtycki Teatr Dramatyczny im. Juliusza Słowackiego w Koszalinie: 17 stycznia 1998 roku (premiera)[13].

Reżyseria, adaptacja, scenografia: Sebastian Majewski.

Muzyka: Jakub Ostaszewski

Obsada: Hanemann – Wojciech Rogowski; Hanemann, Heinrich von Kleist – Gabriel Wąsiński; Anioł, Luiza Berger, Adolfina Henrietta Vogel – Agnieszka Ćwik; Pan C., August Pfütze, Retz, Plesner, Remetz, Andrzej Ch., Malarz, Adam – Konrad Kujawski; Pani C., Pani R., Anna, Pani Ch., Dziewczyna – Joanna Kaczmarek; Hanka, Pani Stein, Elsa Walmann, Służąca – Kinga Kaszewska; Pan J., Profesor Ansen, Kohl, Alfred Walmann, Szabrownik, Karkosz, Listonos
- Teatr Wybrzeże w Gdańsku (scena główna): 27 stycznia 2002 roku (premiera)[14][15][16][17]

Adaptacja i reżyseria: Izabela Cywińska

Scenografia: Małgorzata Szczęśniak

Muzyka: Andrzej Głowiński

Choreografia: Wojciech Misiuro

Kostiumy: Elżbieta Radke

Obsada: Mirosław Baka – Hanemann, Katarzyna Figura – Hanka, Joanna Bogacka – Pani Wallman, Dorota Kolak – Matka, Krzysztof Gordon – Pan J., Wanda Neumann – Pani Stein, Joanna Kreft-Baka – Rosa Schulz, Elżbieta Goetel – Kobieta, Ewa Andruszkiewicz – Biała Dama, Ryszard Ronczewski – Pan B., Florian Staniewski – Pan Wallman, Igor Michalski – Pan Schulz, Mirosław Krawczyk – Ojciec, Krzysztof Matuszewski – Facet w uszatce, Jarosław Tyrański – Ubek, Teresa Kaczyńska, Ludmiła Legut, Katarzyna Michalska, Wojciech Kaczanowski, Ryszard Moskaluk, Maciej Szemiel, Marek Wronka.

## Recenzje książki (wybór)
- Wojciech Bonowicz - Z czułością przedrzeźniając[19]
- Jarosław Klejnocki - Pocztówki z Atlantydy[20]
- Włodzimierz Borodziej - O wypędzanych i wypędzaczach[21]
- Jerzy Jarzębski - Hanemann i samobójcy[22]
- Jarosław Klejnocki - Zagłada i zmartwychwstanie[23]
- Julian Kornhauser - Majka Krawczak i Hanemann[24]
- Tadeusz Nyczek - Gdańsk przed i po[25]
- Jakub Stachowiak - Miasto i świat[26]
- Leszek Szaruga - Odbudowanie przestrzeni[27]
- Krzysztof Uniłowski - Odpominanie[28]
- Marek Wilczyński - Opowieść o dwóch miastach[29]
- Marek Zaleski - Elegia na obcość świata[30]
- Kazimierz Koźniewski - Nasza mała ojczyzna[31]
- Piotr Machul - Wolne miasto Chwina[32]
- Krzysztof Pysiak - Z drugiej strony historii[33]
- Ryszard Rychlicki - Martwe tropy[34]
- Michał Struczyński - Gdańsk jako scena[35]
- Mieczysław Orski - W tonach trenu[36]
- Anna Ostowicz - ...Tylko płakać będą na ziemi zostawione przez nas cienie[37]
- Jan Bratkowski - Refleksja po lekturze[38]
- Andrzej Chojecki - Krótki moment w długiej historii[39]
- Andrzej Franaszek - Milczenie z wnętrza rozpaczy (Zapiski na marginesach "Hanemanna")[40]
- Marian Kisiel - Lektura fotografii[41]
- Agata Koss - Gotyk i melancholia[42]
- Anna Legeżyńska - Inny Niemiec, inny Gdańsk[43]
- Włodzimierz Maciąg - Źródła wierności[44]
- Dariusz Nowacki - Obok i ponad[45]
- Marek Pąkciński - Spokojne światło bytu[46]
- Jacek Sieradzki – Hanemann frasobliwy[47]
- Jarosław Klejnocki – Hymn na cześć życia[48]
- Katarzyna Strzyż - Przedmiot, ciało, człowiek w „Hanemannie” Stefana Chwina[49]